# Долина јоргована
Долина јоргована представља митско место у долини реке Ибар. Према легенди, краљ Стефан Урош I је, половином 13. века, дуж неприступачне долине Ибра засадио плаве јорговане у знак љубави према својој будућој супрузи - француској племкињи Јелени Анжујској. Желео је да је ово место подсећа на родну Провансу.
И за Горњачку клисуру се говорило да је у њој била шума плавих јоргована, које је наводно засадила царица Милица.